# Ercilla (Chile)
Ercilla ist eine Kommune im Süden Chiles. Sie liegt in der Provinz Malleco in der Región de la Araucanía. Sie hat 7733 Einwohner und liegt ca. 78 Kilometer nördlich von Temuco, der Hauptstadt der Region.

## Geschichte
Das Gebiet, auf dem sich heute die Kommune Ercilla befindet, war ursprünglich unter dem Namen „Huequén Cerro Nilontraro“ bekannt, nach dem dort fließenden Río Huequén und dem Cerro Nilontraro, einer Erhebung in der Nähe. Zunächst wurde das Gebiet hauptsächlich von den Mapuchen besiedelt. In den 1860er bis 1880er Jahren kamen verstärkt Siedler auf das Gebiet, die sich dort niederließen. Deswegen wurde am 6. Februar 1885 die Gemeinde Ercilla durch Gregorio Urrutia offiziell gegründet. Er benannte die Gemeinde nun nach dem spanischen Dichter Alonso de Ercilla y Zúñiga, der für seinen Epos La Araucana, das sich thematisch mit der Kolonialisierung Chiles, insbesondere der Region Araukanien und den Konflikten mit den Ureinwohnern Mapuche im 16. Jahrhundert auseinandersetzt. In der Folgezeit kamen immer mehr Siedler in das Gebiet, verstärkt auch aus Europa und deutschsprachigen Ländern, als Teil der europäischen Besiedlung von Araukanien. Bereits 1890 wurde Ercilla an die Eisenbahn angeschlossen. Zu Beginn des 20. Jahrhunderts entwickelte sich Ercilla zu einem landwirtschaftlichen Zentrum der Region, besonders Weizen wurde verstärkt angebaut. In der jüngeren Vergangenheit war Ercilla wiederholt Ort von Auseinandersetzungen zwischen Mapuchen und der örtlichen Polizei. Im Februar 2022 wurden große bewaldete Gebiete in der Gemeinde von Waldbränden zerstört.

## Demografie und Geografie

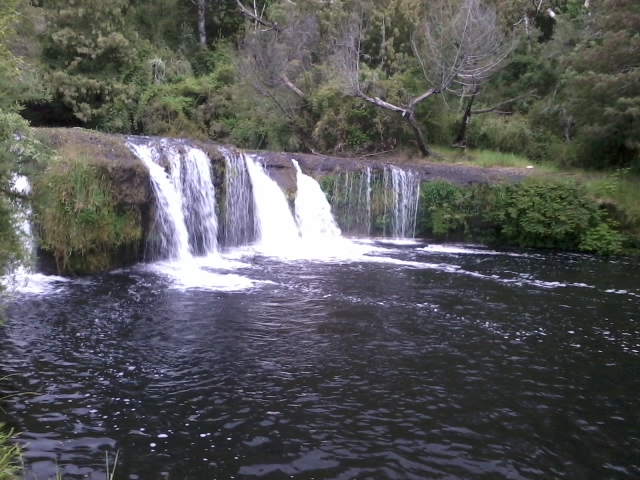
Wasserfall bei Pailahueque

Laut der Volkszählung aus dem Jahr 2017 leben in Ercilla 7733 Einwohner, davon sind 3817 männlich und 3916 weiblich. 47,1 % leben in urbanem Gebiet, der Rest in ländlichem Gebiet. Noch heute ist das Gebiet verstärkt von Mapuchen besiedelt, so geben etwa 50 % der Einwohner an, sich den Mapuchen zugehörig zu fühlen. Neben der Ortschaft Ercilla gehören mehrere weitere kleine Siedlungen zur Kommune, wie etwa Pailahueque oder Pidima. Die Kommune hat eine Fläche von 499,7 km² und grenzt im Nordosten an Collipulli, im Süden an Victoria und an Traiguén, im Westen an Los Sauces und im Nordwesten an Angol.
Durch die Kommune fließt der Río Huequén. Daneben bildet der Río Malleco im Norden die Grenze zur Kommune Collipulli. Bei Pailahueque befinden sich zwei Wasserfälle.

## Wirtschaft und Politik
In Ercilla gibt es 60 angemeldete Unternehmen. Zentral ist dabei nach wie vor die Landwirtschaft, vor allem der Anbau von Weizen. Der aktuelle Bürgermeister von Ercilla ist José Nibaldo Vilugrón Martínez von der rechtskonservativen UDI. Auf nationaler Ebene liegt Ercilla im 22. Wahlkreis, der den Nordteil der Región de la Araucanía umfasst, unter anderem zusammen mit Angol, Lautaro, Melipeuco und Los Sauces.